# Verdon (skała)

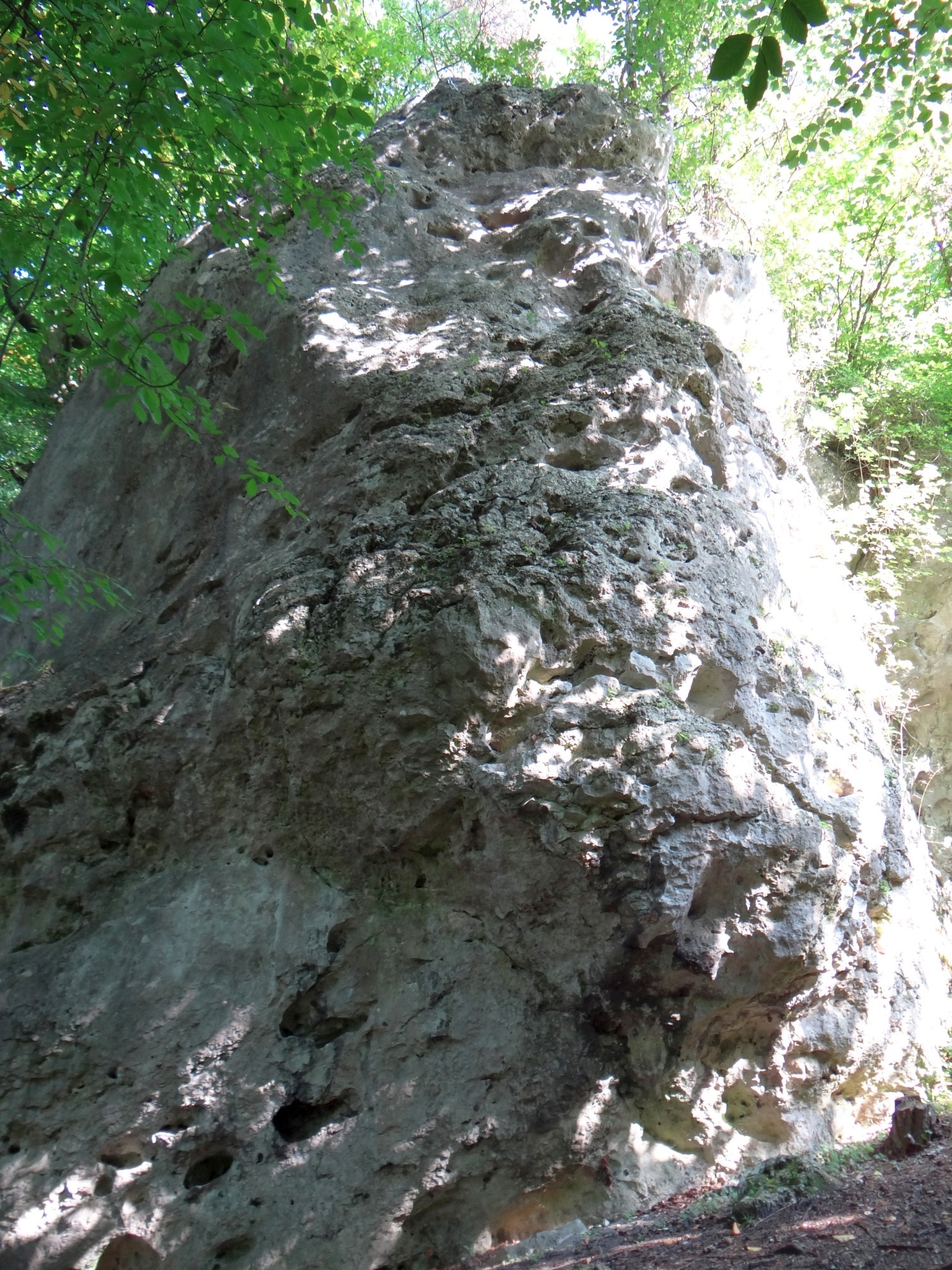

Verdon – grupa skał we wsi Czatachowa, w województwie śląskim, w powiecie myszkowskim, w gminie Żarki. Znajdują się w porośniętym lasem wzniesieniu po północnej stronie zabudowanego obszaru wsi. Pod względem geograficznym jest to obszar Wyżyny Częstochowskiej.
Skały znajdują się w lesie na wzniesieniu Kaczmarka (nazwę wzniesienia podaje portal Jaskinie Polski). Z Czatachowej można do nich dojść niebieskim Szlakiem Warowni Jurajskich w kierunku Złotego Potoku. Po kilkuset metrach od jego wejścia w las po prawej stronie odbiega ścieżka prowadząca na pierwsze wzgórze. Znajdują się na nim skały Verdon i Wampirek. Verdon to zbudowane z twardych wapieni skalistych skały o wysokości do 10 m i połogich lub pionowych ścianach. Uprawiana jest na nich wspinaczka skalna. W 2015 r. na dwóch skałach poprowadzono 7 dróg wspinaczkowych o trudności od VI.1 do VI.2+ w skali Kurtyki. Na wszystkich drogach zamontowano stałe punkty asekuracyjne: ringi (r) i stanowiska zjazdowe (st). Wśród wspinaczy skalnych skała jest mało popularna.
1. Małe, co palce parzy; VI.I, 3r + st
2. Miraże wiraże; VI.2, 4r +st
3. Mirage de la Verdon; VI.2+, 4r + st
4. Dziewczyna z komputera; VI.2+, 4r + st
5. Waterloo; VI.1+, 4r + st
6. Karawan Pierdolino; VI.1+, 4r + st
7. Jaszczur; VI+, 4r + st[4].